# پنزش‌دیور
پِنزِش‌دیور (به مجاری:  Pénzesgyőr) یک شهرداری در مجارستان است که در ناحیه زیرتس واقع شده‌است. پنزش‌دیور ۱۷٫۶۵ کیلومتر مربع مساحت و ۳۶۷ نفر جمعیت دارد.